# David Fontijn
David Fontijn (Delft, 20 maart 1971 – aldaar, 1 mei 2023) was een Nederlands archeoloog en hoogleraar aan de Universiteit Leiden.

## Carrière
Fontijn had al op vierjarige leeftijd de ambitie om archeoloog te worden. Nadat hij zijn middelbare school in Delft had afgerond en lid was geworden van de Nederlandse Jeugdbond voor Geschiedenis, besloot hij prehistorische archeologie te gaan studeren aan de Universiteit Leiden in de jaren 80 en het begin van de jaren 90. Zijn MA- en PHD-thesis werden bekroond met de W.A. van Es-prijs voor Nederlandse archeologie en laatstgenoemde tevens met de Erasmus Studieprijs.
In 2015 werd Fontijn benoemd tot hoogleraar aan de Universiteit Leiden en sprak op 18 maart 2016 zijn oratie uit onder de titel (Un)familiar and (un)comfortable – the Deep History of Europe, bij de aanvaarding van het ambt van hoogleraar in de Archaeology of Early Europe. Internationaal kreeg Fontijn erkenning voor dit onderzoek naar het wijdverbreide gebruik in de bronstijd in Europa en Eurazië (2300-500 voor Christus) om kostbare metalen voorwerpen te vernietigen. Hij toonde aan dat deze vernietiging opzettelijk was en dat de plaats van handelen en achterlating het gevolg was van zeer gerichte keuzes. Zijn propositie was dat het vernietigen van kostbare voorwerpen een relatie had tot het scheppen van sociale waarden. Hij verzette zich hiermee ook tegen het heersende eurocentrische beeld van de bronstijd als een tijd van de ratio en belangrijke ontwikkelingen. Fontijn zei hierover in een interview met universiteitsmedia:
[Dat] is niet het hele verhaal. Dankzij archeologisch onderzoek kennen we nu ook de andere kant van de medaille. Zo blijkt de metaalhandel helemaal niet zo’n rationeel proces te zijn als vaak gedacht. Sterker nog, het ging gepaard met een bizarre economie van vernietiging.
In zijn boek Economies of destruction reflecteerde hij op de vraag of deze praktijk een relatie heeft tot economische keuzes die vandaag de dag gemaakt worden. Het gebruik van archeologische wetenschap als middel om hedendaagse problemen in de maatschappij te adresseren, zoals geweld en sociale ongelijkheid, waren een rode draad in Fontijns werk.
Fontijn werkte als senior Research Fellow aan de TOPOI excellence cluster in Berlijn (DAI Eurasia Department) en was sinds 2018 een affiliated member van het Duitse onderzoeksinstituut DAI.

## Privéleven
Al vroeg in zijn carrière tijdens archeologisch veldwerk in het Midden-Oosten liep Fontijn een infectie op die zijn gezondheid en verdere leven sterk zou beïnvloeden. Hij werkte echter onverminderd door, tot hij eind 2022 via zijn vakgroep liet weten het grootste deel van zijn taken te moeten neerleggen. Aan het boek How the Bronze Age shaped Europe schreef hij tot kort voor zijn dood door. Fontijn overleed uiteindelijk in mei 2023.
Naast zijn wetenschappelijke werk was David Fontijn basgitarist.

## Publicaties (selectie)
- Fontijn D.R. (2021),  Give peace a chance: on violence and warfare in prehistory and why it matters. Huizen: J. Bout & Zn.
- Fontijn D.R. (2020),  Ancient Egypt: do things matter? . In: Versluys, M.J. (red.) Beyond Egyptomania. Objects, Style and Agency. nr. 21 Berlin: De Gruyter. 211-217.
- Fontijn 2019. Economies of Destruction. How the systematic destruction of valuables created value in Bronze Age Europe, c. 2300-500 BC
- Fontijn, D.R. 2016 -  (Un)familiar and (un)comfortable – the Deep History of Europe (oratie)
- Fontijn, D.R., Vaart-Verschoof, S. van der & (2016), Local elites globalized in death: a practice approach to Early Iron Age Hallstatt C/D chieftains’ burials in northwest Europe. In: Hodos,    T. (red.) The Routledge Handbook of Archaeology and Globalization
- Fontijn, D.R. (2011) Iron Age Echoes  - Prehistoric land management and the creation of a funerary landscape, the twin barrows at the echoput in Apeldoorn
- Fontijn D.R., Vaart S. van der &  Jansen R.  (Eds.) (2013), Transformation through destruction. A monumental and extraordinary Early Iron Age Hallstatt C barrow from the ritual landscape of Oss-Zevenbergen. Leiden: Sidestone press.
- Fontijn D.R. (2013), Cultural biographies and itineraries of things – second thoughts. In:  Mobility, Meaning and Transformation of Things: shifting contexts of material culture through time and space. Oxford: Oxbow Books. 183-195.
- Bruck J. &  Fontijn D.R. (2013), The myth of the Chief: Prestige goods, power and personhood in the European Bronze Age. In: Harding A.,  Fokkens H. (Eds.) The Oxford Handbook of the European Bronze Age. Oxford: Oxford University Press. 193-211. (boek hoofdstuk)
- Fontijn D.R. &  Fokkens H. (2007), The emergence of Early Iron Age 'chieftains' graves in the Southern Netherlands. In: Haselgrove C.,  Pope R. (Eds.) The Early Iron Age in North-Western Europe. Oxford: Oxbow books. 354-373.        book chapter
- Fontijn D.R. (2007),  The significance of 'invisible' places, World Archaeology 39(1): 70-83.        article in journal: refereed
- Fontijn D.R. & Arnoldussen S. (2006),  Towards familiar landscapes? On the nature and origin of Middle Bronze Age landscapes in the Netherlands, proceedings of the prehistoric society 72: 289-317.        article in journal: refereed
- Fontijn D.R. (2002), Sacrificial landscapes. Cultural Biographies of persons, objects and 'natural' places in the Bronze Age of the southern Netherlands. Leiden/Leuven: Peeters.